# Эхеверия пурпусорум
Эхеверия пурпусорум (лат. Echeveria purpusorum) — вид суккулентных растений рода Эхеверия (Echeveria) семейства Толстянковые (Crassulaceae), естественно произрастающий в центральных и юго-западных регионах Мексики.

## Название
Родовое латинское название Echeveria дано в честь мексиканского художника и натуралиста Атана́сио Эчеверри́я-и-Годо́й (исп. Atanasio Echeverría y Godoy, ок. 1771—1803), иллюстрировавшего книги по ботанике и в частности «Флору Мексики».
Видовой латинский эпитет purpusorum дан в честь братьев Карла Пурпуса (1851–1941), немецкого ботаника, исследователя флоры Мексики и США, и Джозефа Пурпуса (1860–1932), немецкого садовода.

## Описание
Суккулентное растение до 6 см в диаметре. Листья имеют жесткую структуру, с треугольной формой и заостренным кончиком, размером 3 см в длину и 2,5 см в ширину. Цветки собраны в соцветие 20 см в длину, оранжево-желтого окраса и достигают 2 см в длину.

## Таксономия
Echeveria purpusorum A.Berger, первое упоминание в Nat. Pflanzenfam. ed. 2 , 18a: 476 (1930).

### Синонимы
- Urbinia purpusii Rose